# Francesco de Lignamine
Francesco dal Legname (detto anche de Lignamine, de Oligname, dal Legno, de le Ase; Padova, poco dopo il 1400 – Roma, 11 gennaio 1462) è stato un vescovo cattolico e umanista italiano.

## Biografia
Figlio di Leonardo, proveniva da una famiglia di origini ferraresi e borghesi che, dopo essersi trasferita a Padova, era entrata nella nobiltà locale (almeno dal 1275) assumendo notevole prestigio nel corso del Trecento. La data di nascita non è nota ma, poiché nel 1460 il cardinale Nicola Cusano lo definiva "vir [...] nostra etate", dovrebbe essere collocata poco dopo il 1400.
Come lui, altri due fratelli, Giovanni Battista e Teodoro, abbracciarono la vita consacrata: il primo ricoprì numerosi incarichi in Curia e divenne vescovo di Concordia, il secondo, entrato nell'abbazia di Santa Giustina, fu in seguito creato abate di Santa Bona di Vidor. Si ha poi notizia di un terzo fratello, Bernardino, attestato quale membro della famiglia vescovile mentre Francesco governava la diocesi di Ferrara.
Il 1º maggio 1443 fu nominato tesoriere della Camera Apostolica. In questo ufficio non fu esente da critiche e insinuazioni, che circolarono nella curia romana riguardo alla sua gestione, con effetti pregiudizievoli nella successiva applicazione alla diocesi di Ferrara.
Nel 1445 fu candidato per la successione alla cattedra arcivescovile di Firenze, ma gli fu preferito Antonino Pierozzi.
Il suo nome ritornò ben presto alla ribalta: l'8 agosto 1446, in un'ottica di continuità riformatrice, fu eletto alla sede vescovile di Ferrara, retta fino al 24 luglio 1446 da Giovanni Tavelli. Il 9 ottobre si tenne in cattedrale a Ferrara la solenne cerimonia di insediamento, alla quale però non partecipò perché trattenuto a Roma dai suoi compiti di tesoriere della Camera Apostolica. L'8 gennaio 1447 ricevette la consacrazione episcopale e il solenne ingresso in città coincise con la Domenica di passione del 26 marzo 1447.
La gestione diocesana gli guadagnò l'avversione di Borso d'Este, in un contrasto dallo scenario ancora poco chiarito. È possibile comunque che le critiche che erano circolate anni prima sul suo ufficio di tesoriere apostolico abbiano potuto assumere anche un peso politico pregiudizievole, forse usate in maniera strumentale da Borso d'Este, al fine di chiederne l'allontanamento.
La sua attività pastorale a Ferrara si interruppe nell'ottobre 1457, dopo che la sua seconda e ultima visita pastorale, iniziata il 10 ottobre 1457, si interruppe in pochi giorni: dopo il 17 ottobre non risulta più alcun atto ufficiale e il 3 novembre 1457 fu imprigionato da Borso d'Este che, con falso pretesto, si era offerto di tenerlo indenne dalle proteste rivolte contro di lui dopo che il vescovo aveva accordato il suo appoggio ad alcuni sacerdoti che avevano negato l'assoluzione a cittadini penitenti.
Liberato nel gennaio 1458, fu vicario in spiritualibus di Papa Pio II per la città di Roma e la sua nomina, avvenuta il 26 gennaio 1459, viene interpretata come l'apposizione della parola "fine" alle voci e insinuazioni curiali sulla sua gestione della tesoreria apostolica.
Il 26 marzo 1460 fu trasferito alle sedi unite di Feltre e Belluno.
Nel 1461 presiedette un sinodo di tutto il clero della curia pontificia presso la basilica di Sant'Eustachio.

## Genealogia episcopale
La genealogia episcopale è:
- Vescovo Rodolfo, O.E.S.A.
- Vescovo Francesco dal Legname